# یواس‌اس پرستون (دی‌دی-۱۹)
یواس‌اس پرستون (دی‌دی-۱۹) (به انگلیسی: USS Preston (DD-19)) یک کشتی بود که طول آن ۲۹۳ فوت ۱۰ اینچ (۸۹٫۵۶ متر) بود. این کشتی در سال ۱۹۰۹ ساخته شد.